# O istocie chrześcijaństwa
O istocie chrześcijaństwa (niem. Das Wesen des Christentums) – książka Ludwiga Feuerbacha z zakresu filozofii religii, wydana w 1841, stanowiąca krytykę chrześcijaństwa i teologii z pozycji materialistycznych i antropologicznych. W książce tej teologia nie jest rozpatrywana jako mistyczna «pragmatologia», jak to czyni chrześcijańska mitologia, ani jako «ontologia», jak to czyni spekulatywna filozofia religii, lecz jako psychologiczna «patologia». Zamierzeniem Feuerbacha nie było wykazać, że ten nowoczesny upiór [teologia] jest tylko iluzją, samołudzeniem się człowieka, ale postawił on swojej książce «terapeutyczny», czyli «praktyczny» cel.
Pierwotnie Feuerbach zamierzał wydać książkę anonimowo i pod innym od obecnego tytułem — a) Γνῶθι ςαυτόν, b) Tajemnice religii, c) Iluzje teologii, a nawet, nawiązując do dzieła Kanta, d) Przyczynek do krytyki czystego bezrozumu (niem. Ein Beitrag zur Kritik der reinen Unvernunft). Za życia autora ukazały się trzy wydania dzieła z lat 1841, 1843 i 1849.

## Zawartość
Na właściwą treść książki składa się 28 rozdziałów podzielonych między wstęp i dwie części:
Wstęp (niem. Einleitung)
Rozdział I. Istota człowieka w ogólności (niem. Das Wesen des Menschen im allgemeinen)
Rozdział II. Istota religii w ogólności (niem. Das Wesen der Religion im allgemeinen)
Część pierwsza. Prawdziwa, czyli antropologiczna istota religii (niem. Erster Teil. Die Religion in ihrer Übereinstimmung mit dem Wesen des Menschen)
Rozdział III. Bóg jako istota rozumu (niem. Gott als Wesen des Verstandes)
Rozdział IV. Bóg jako istota moralna, czyli prawo (niem. Gott als moralisches Wesen oder Gesetz)
Rozdział V. Tajemnica wcielenia, czyli Bóg jako istota serdeczna (niem. Das Geheimnis der Inkarnation oder Gott als Liebe, als Herzenswesen)
Rozdział VI. Tajemnica Boga cierpiącego (niem. Das Geheimnis des leidenden Gottes)
Rozdział VII. Misterium Trójcy Św. i Matki Bożej (niem. Das Mysterium der Trinität und Mutter Gottes)
Rozdział VIII. Tajemnica Logosu i obrazu Boga (niem. Das Geheimnis des Logos und göttlichen Ebenbildes)
Rozdział IX. Tajemnica światotwórczej zasady w Bogu (niem. Das Geheimnis des kosmogonischen Prinzips in Gott)
Rozdział X. Tajemnica mistycyzmu, czyli przyrody w Bogu (niem. Das Geheimnis der Natur in Gott)
Rozdział XI. Tajemnica opatrzności i stworzenia świata z niczego (niem. Das Geheimnis der Vorsehung und Schöpfung aus nichts)
Rozdział XII. Znaczenie aktu stworzenia w judaizmie (niem. Die Bedeutung der Kreation im Judentum)
Rozdział XIII. Wszechmoc uczucia, czyli tajemnica modlitwy (niem. Die Allmacht des Gemüts oder das Geheimnis des Gebetes)
Rozdział XIV. Tajemnica wiary — tajemnicą cudu (niem. Das Geheimnis des Glaubens — das Geheimnis des Wunders)
Rozdział XV. Tajemnica zmartwychwstania i nadprzyrodzonych narodzin (niem. Das Geheimnis der Auferstehung und übernatürlichen Geburt)
Rozdział XVI. Tajemnica chrześcijańskiego Chrystusa, czyli osobowego Boga (niem. Das Geheimnis des christlichen Christus oder des persönlichen)
Rozdział XVII. Różnica między chrześcijaństwem a pogaństwem (niem. Der Unterschied des Christentums vom Heidentum)
Rozdział XVIII. Chrześcijańskie znaczenie dobrowolnego celibatu i życia zakonnego (niem. Die christliche Bedeutung des freien Zölibats und Mönchtums)
Rozdział XIX. Niebo chrześcijańskie, czyli nieśmiertelność osobista (niem. Der christliche Himmel oder die persönliche Unsterblichkeit)
Część druga. Nieprawdziwa, czyli teologiczna istota religii (niem. Zweiter Teil. Die Religion in ihrem Widerspruch mit dem Wesen des Menschen)
Rozdział XX. Istotny punkt widzenia religii (niem. Der wesentliche Standpunkt der Religion)
Rozdział XXI. O sprzeczności w egzystencji Boga (niem. Der Widerspruch in der Existenz Gottes)
Rozdział XXII. O sprzeczności w objawieniu Bożym (niem. Der Widerspruch in der Offenbarung Gottes)
Rozdział XXIII. O sprzeczności w istocie Boga w ogóle (niem. Der Widerspruch in dem Wesen Gottes überhaupt)
Rozdział XXIV. O sprzeczności w spekulatywnej nauce o Bogu (niem. Der Widerspruch in der spekulativen Gotteslehre)
Rozdział XXV. O sprzeczności w Trójcy Św. (niem. Der Widerspruch in der Trinität)
Rozdział XXVI. O sprzeczności w sakramentach (niem. Der Widerspruch in den Sakramenten)
Rozdział XXVII. O sprzeczności wiary i miłości (niem. Der Widerspruch von Glaube und Liebe)
Rozdział XXVIII. Wnioski końcowe (niem. Schlußanwendung)